# Société internationale de musicologie
Ne doit pas être confondu avec Société Internationale de Musique.
Pour les articles homonymes, voir SIM et IMS.
 (mars 2024).
Si vous disposez d'ouvrages ou d'articles de référence ou si vous connaissez des sites web de qualité traitant du thème abordé ici, merci de compléter l'article en donnant les références utiles à sa vérifiabilité et en les liant à la section « Notes et références ».
En pratique : Quelles sources sont attendues ? Comment ajouter mes sources ?
La Société internationale de musicologie (SIM) (en anglais, International Musicological Society, IMS) est une société savante de musicologie à l'échelle internationale. Elle a son siège à Bâle.
La Société internationale de musicologie a été créée en 1927 à l'initiative d'Henry Prunières, lors de la célébration du centenaire de la mort de Beethoven. Cette proposition, qui visait à ressusciter la Société internationale de musique, dissoute en 1914, a été accueillie avec un grand intérêt.
La SIM compte des adhérents directs qui sont pour la plupart des musicologues, mais elle fédère surtout différentes sociétés savantes, telles la Société française de musicologie ou l’American Musicological Society.
La SIM publie deux fois par an le Acta Musicologica, le journal revue par les pairs, officiel de la SIM, traitant des recherches sur la musicologie en 5 langues différentes. Elle organise des colloques ; irréguliers les premières années, ces colloques se tiennent désormais tous les cinq ans, les années se terminant par 2 ou par 7.

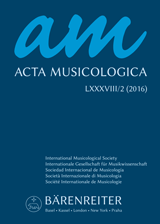
Couverture du magazine Acta Musicologica en 2016.

La SIM collabore étroitement avec l'Association internationale des bibliothèques, archives et centres de documentation musicaux (AIBM) autour de plusieurs répertoires : 
- le Répertoire international des sources musicales (RISM) ;
- le Répertoire international de la littérature musicale (RILM) ;
- le Répertoire international d'iconographie musicale (RIdIM) ;
- le Répertoire international de la presse musicale (RIPM).

## Liste des présidents
- Peter Wagner (1927–1931)
- Edward Joseph Dent (1931–1949)
- Knud Jeppesen (1949–1952)
- Albert Smijers (1952–1955)
- Paul Henri Lang (1955–1958)
- Friedrich Blume (1958–1961)
- Donald J. Grout (1961–1964)
- Vladimir Fédorov (1964–1967)
- Kurt von Fischer (1967–1972)
- Edurard Reeser (1972–1977)
- Ludwig Finscher (1977–1982)
- Ivan Supičić (1982–1987)
- Christoph Helmut Mahling (1987–1992)
- Stanley Sadie (1992–1997)
- László Somfai (1997–2002)
- David Fallows (2002–2007)
- Tilman Seebass (2007–2012)
- Dinko Fabris (2012–2017)
- Daniel K. L. Chua (2017–2022)
- Kate van Orden (2022–2027)